# Floerkea proserpinacoides
Floerkea proserpinacoides är en sumpörtsväxtart som beskrevs av Carl Ludwig von Willdenow. Floerkea proserpinacoides ingår i släktet Floerkea och familjen sumpörtsväxter. Inga underarter finns listade i Catalogue of Life.

## Bildgalleri

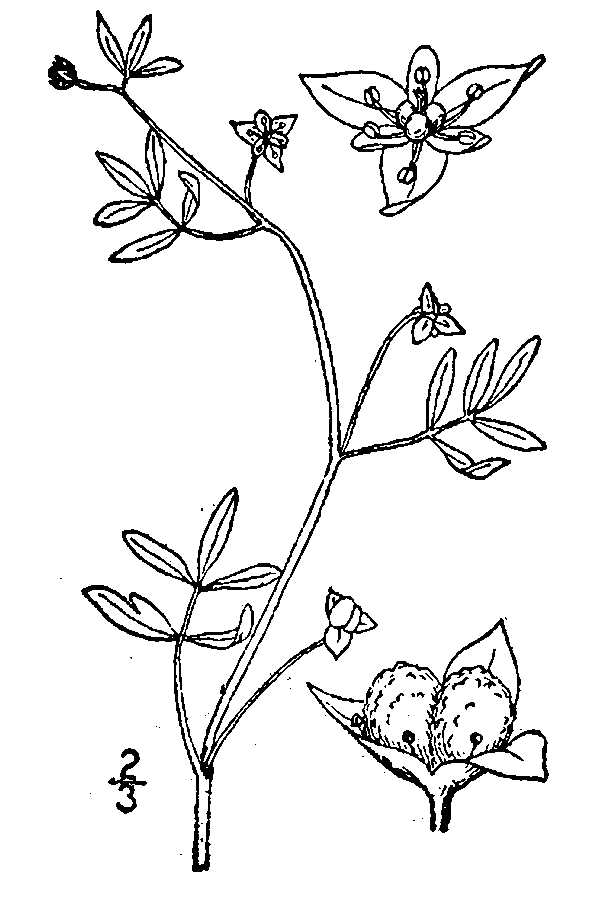
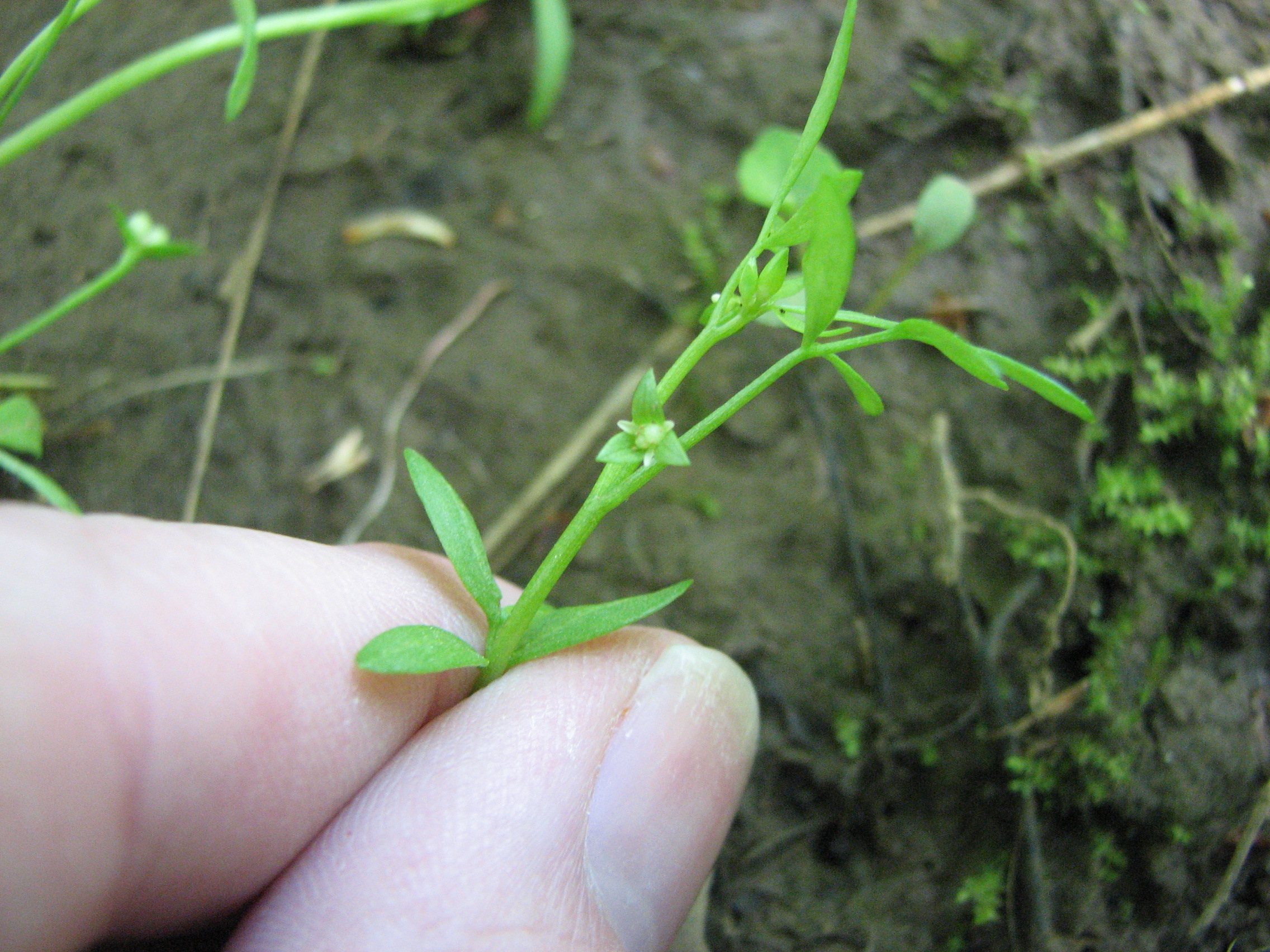
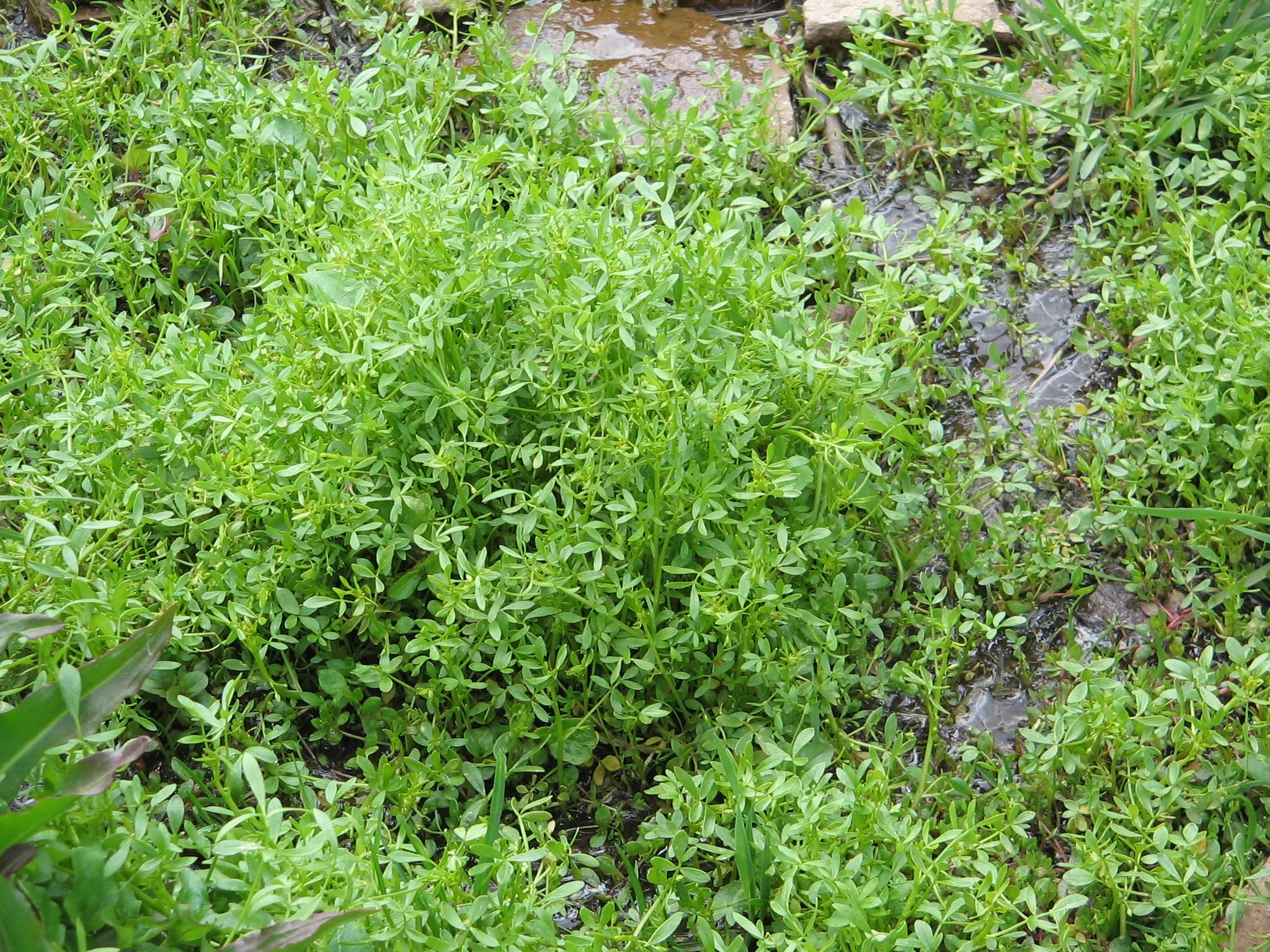
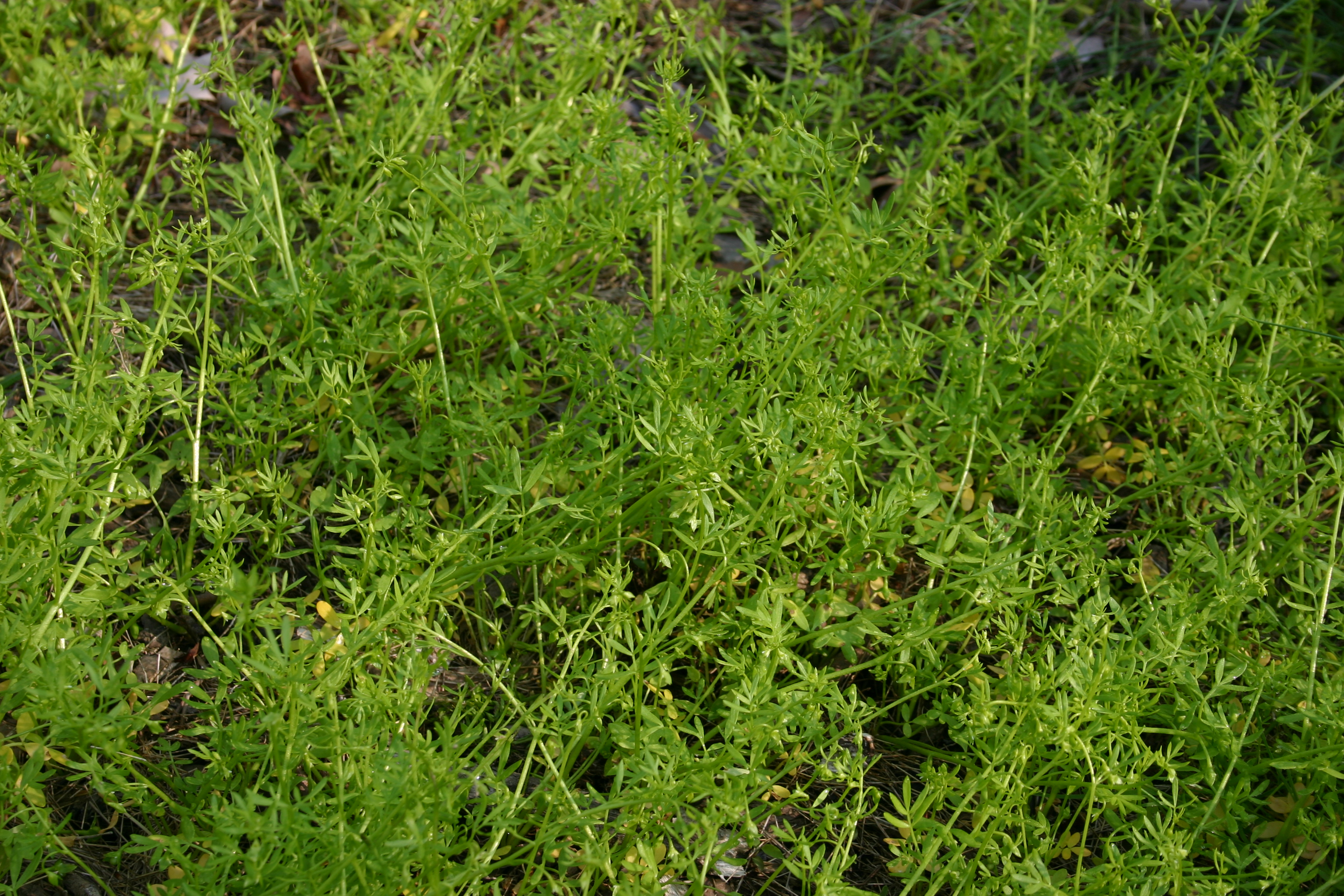